# مادرید (بخش خودمختار)
مادرید (تلفظ اسپانیایی: کُمونیداد دِ مادرید Comunidad de Madrid) یکی از ۱۷ بخش خودمختار اسپانیا است و پایتخت آن مادرید است.  